# 聖公會柴灣聖米迦勒小學

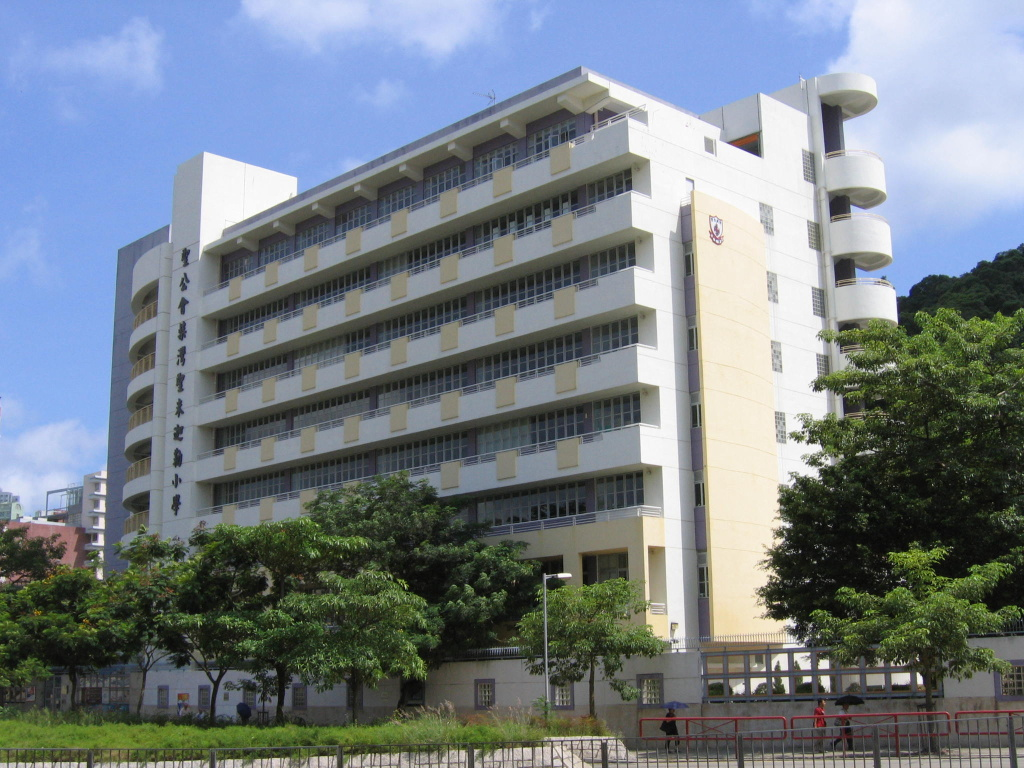
校舍北面

聖公會柴灣聖米迦勒小學（英語：S.K.H. Chai Wan St. Michael's School）位於香港東區柴灣，前身是創立於1919年的聖公會聖米迦勒小學上午校，於2004年遷至現址轉為全日制小學。

## 歷史
1860年：「英國海外傳道會」(Church Missionary Society [ 簡稱C.M.S])委派傳教士東來傳教。由於當時婦女鮮有接受教育的機會，其中一位傳教士白思德女士於香港島設立了多間以她名字為校名的學校，教授各區婦女。
1876年：為記念白女士的功績，將曾被燒毀後重建於荷李活道的一所學校命名為白思德紀念學校。這所學校即是今天聖馬太小學的前身，亦是聖公會第一間小學。
1881年至1931年：又先後共創設十三所學校，學生達數千餘人。第二次世界大戰爆發後，校務因戰爭而有所停頓。
1919年：聖公會聖米迦勒小學奉獻於天使長聖米迦勒，由早期英國聖公會西差會（Church Union）來華工作之傳教士創立於1919年。

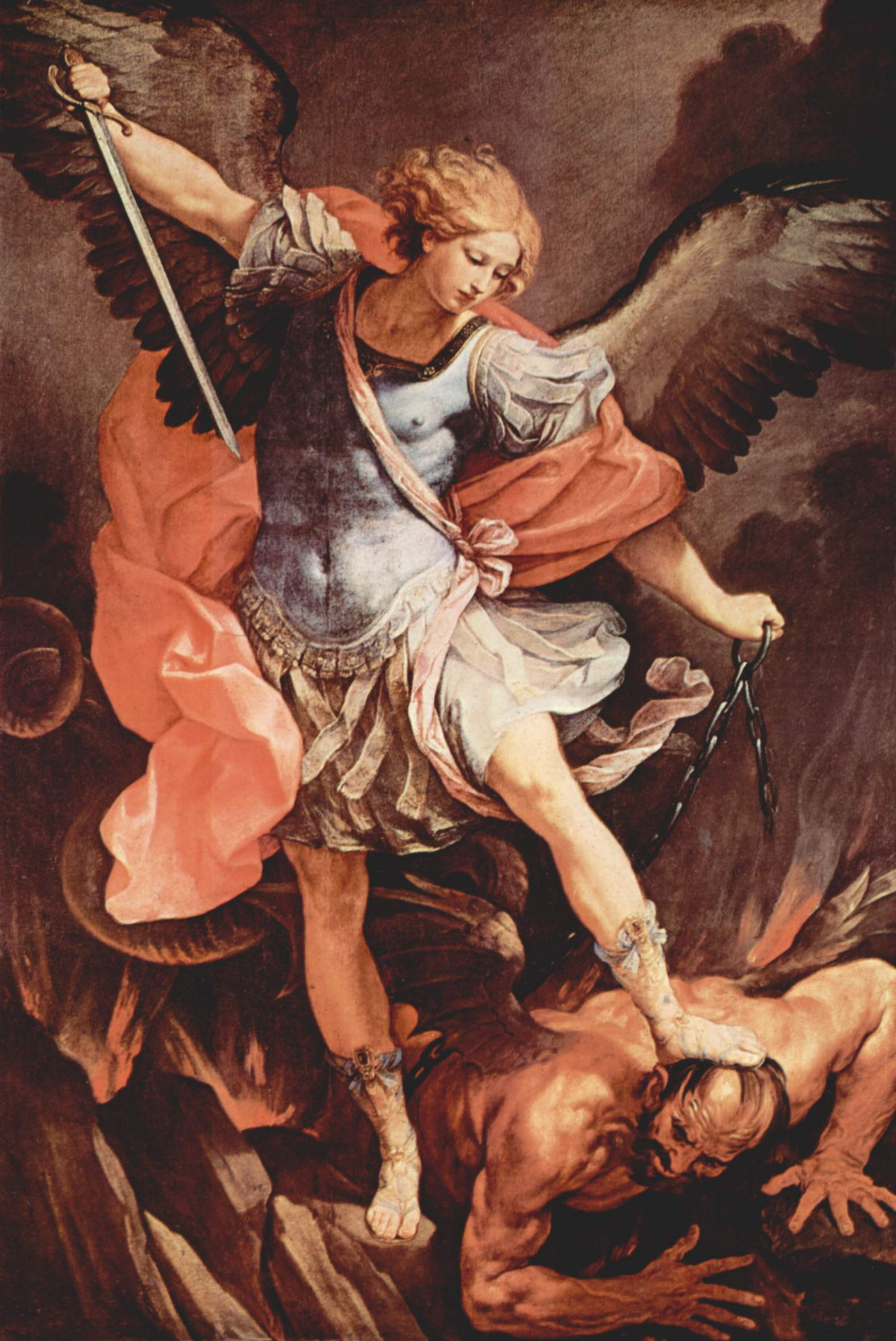
聖米迦勒

1941年：創校校址在銅鑼灣，於1941年因太平洋戰事爆發停辦。
1945：香港重光後復校，並租用英皇道10號、12號2樓為校舍。當時課室僅得3間。
1961年：全校擴至6班（上、下午校各3班）。
聖公會聖保羅堂熱心教友李子方（前東亞銀行董事長）伉儷見北角仍未有聖公會的教堂，因而向前任主教何明華會督建議興建一所新校舍連教堂。李與各委員多次與政府洽商後，得到政府送出炮台山道23號之地段作為作為新校校址。建築費達90餘萬元、建築面積17,400方呎，在1962年的社會是屬於一件非常巨大的工程。2月10日炮台山道校舍落成啟用，上、下午共開30班，師生逾1,300人；同年9月擴至上、下午共48班，學生2,000餘人。
2001年：21世紀香港初等教育開始推行全日制，聖公會聖米迦勒小學上午校獲教育局「校舍分配委員會」分配柴灣柴灣道380號之千禧校舍（原址前身為舊柴灣邨）。
2004年：九月新校舍落成啟用，上午部遷往新校舍發展為全日制小學，共開24班，師生逾1,000人。下午部則於原址轉為全日制小學，沿用學校名稱聖公會聖米迦勒小學。
2015年：聖公宗小學監理委員會委派由聖公會靜山小學未任校長梁國強先生出任本校校長一職。
2022年：聖公宗小學監理委員會將本校校長梁國強先生接替聖公會田灣始南小學校長郭少嫻女士，仁濟醫院何式南小學校長羅卓賢先生出任本校校長一職。

## 校監及校長
根據聖公會小學監理委員會章則，每校設總校長一人，統籌全校校政，副校長二人，襄助校務。聖公會小學監理委員會委任鄭卓生博士為現任校監。已故何世明夫人為首任校長（總校長），繼任者分別有招祐基、唐玉麒、楊安振、馮家正、呂秀鳳，梁國強，現任校長為羅卓賢，副校長為陳乃綱。
上午校時期首任何校長，繼任者分別有何錫培、何汝倬、茹季坤牧師、李鎏華、關梁真真、鄒秉恩、曾燕妍、李宗發、陳榮熾、曹潤冰及梁振權。（全日制後不再設校長一職）

## 校舍及設備
該校校舍為24班千禧校舍（2000年款式），分別由課室大樓、禮堂及特別室大樓兩幢建築物組成。校舍的設施包括：音樂室2個、電腦室、輔導教學室、會議室、醫療室、校園電視台、學生活動室、英語室、常識室、視覺藝術室、語言室、籃球場、排球場、溫室等。所有課室均安裝個人電腦及實物投映機，配合進行資訊科技教育。

## 學校特色
1. 提供基督化全人均衡教育[2]。
2. 培養學生學生興自趣、自學能力、良好的人際關係及責任感[3]。

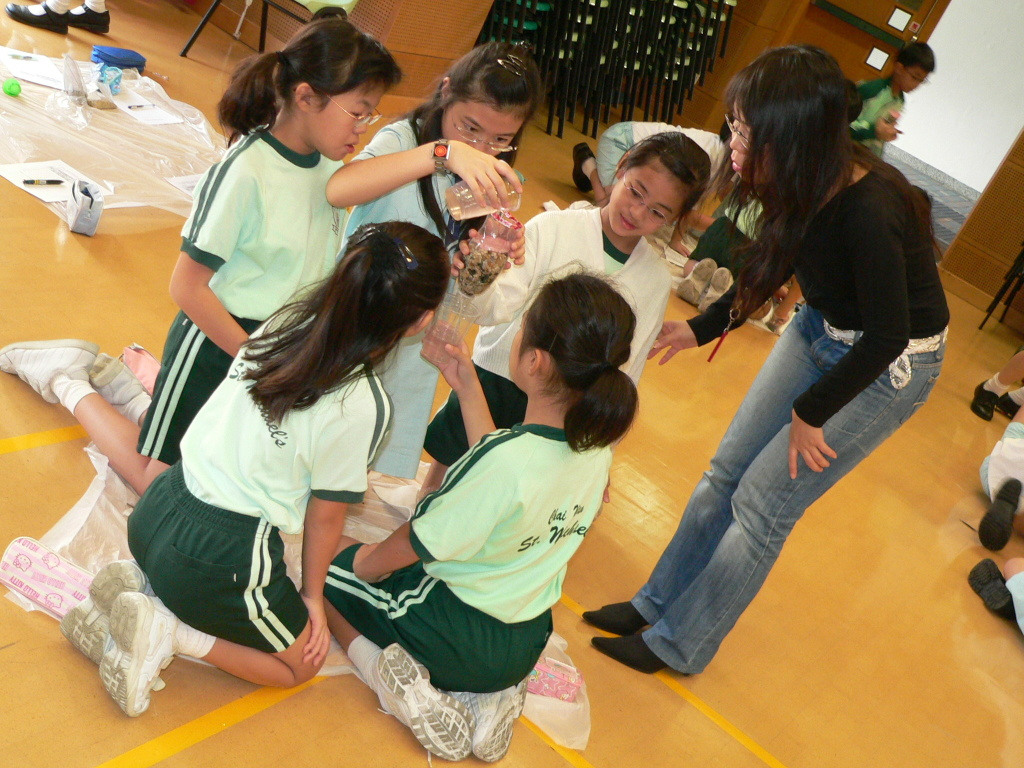
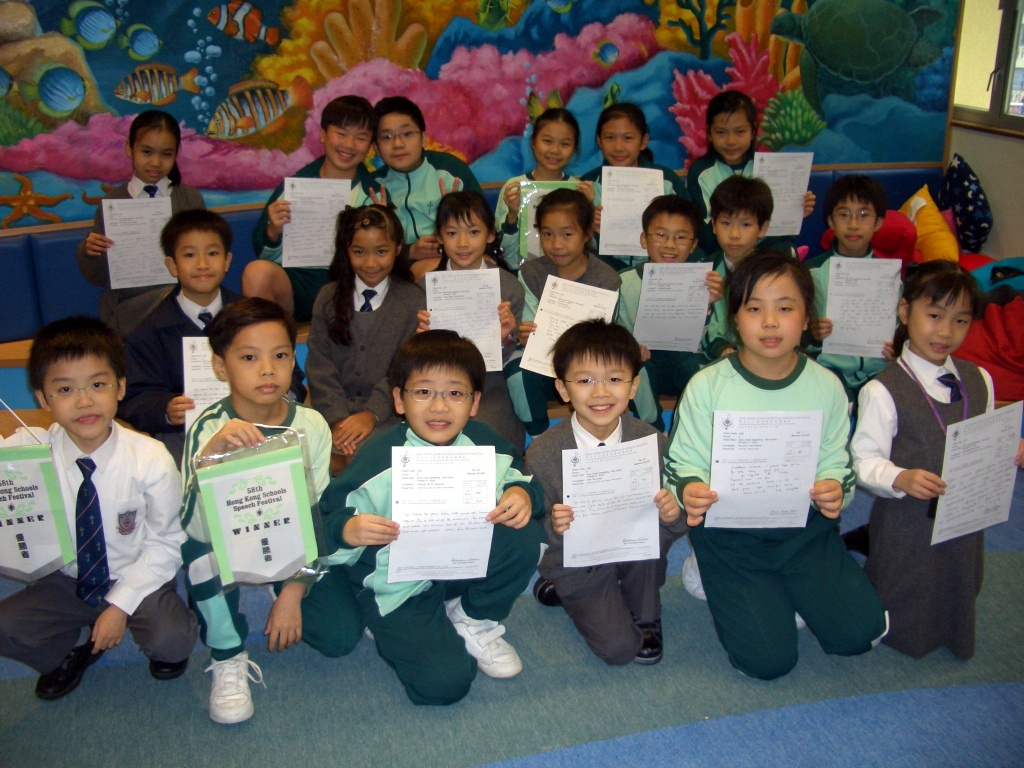
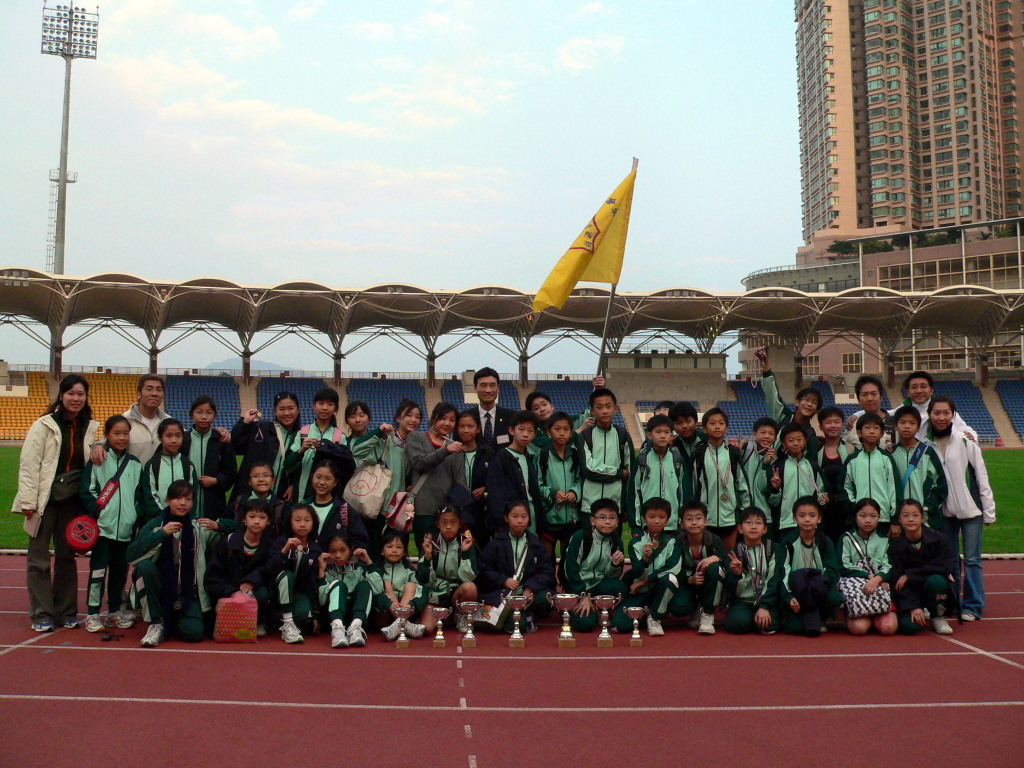
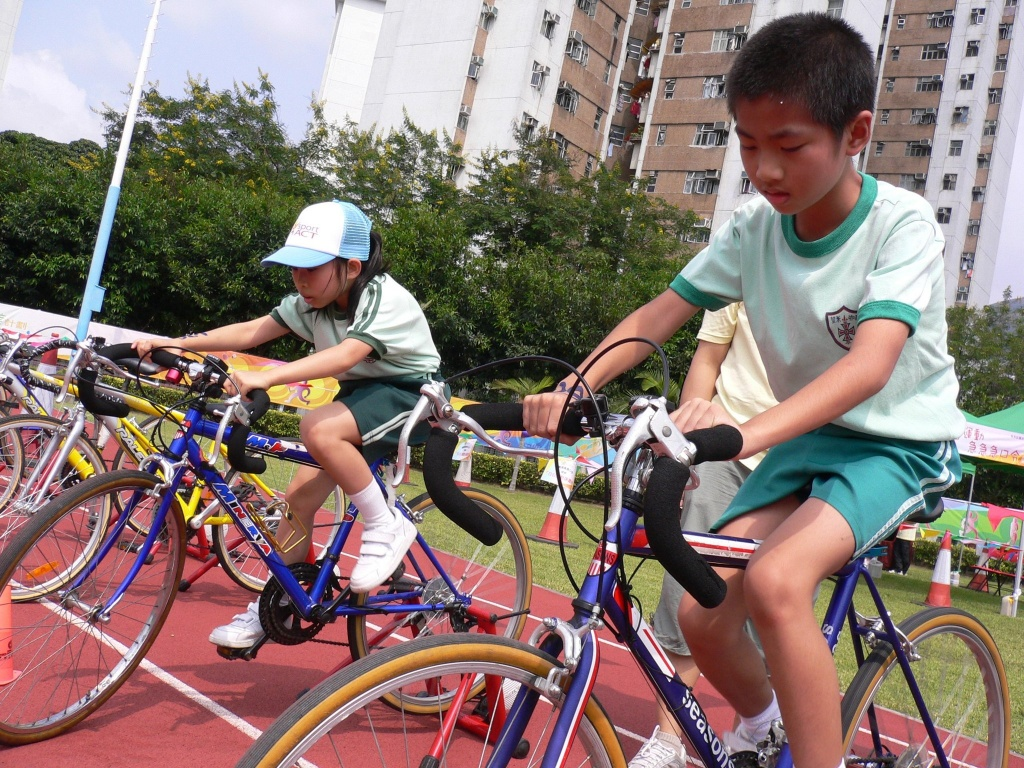

3. 啟發學生創意思維，發揮個人潛能。

## 附近地標
- 蝶翠苑
- 漁灣邨
- 樂軒臺
- 中華傳道會劉永生中學
- 聖公會李福慶中學
- 明愛柴灣馬登基金中學
- 寶血女子中學
- 港鐵柴灣站

## 外部連結
- 聖公會柴灣聖米迦勒小學官方網頁 （页面存档备份，存于）
- 聖公會聖米迦勒小學官方網頁 （页面存档备份，存于）
- 小學概覽2006 - 聖公會柴灣聖米迦勒小學